# Greg Valentine
John Wisniski, Jr. (nacido el 20 de septiembre de 1950) es un luchador profesional estadounidense, más conocido como Greg "The Hammer" Valentine. Es el hijo del luchador Johnny Valentine.
A lo largo de cinco décadas, Valentine ganó más de 40 campeonatos, incluido el Campeonato de peso pesado de los Estados Unidos de la NWA, el Campeonato Intercontinental de la WWF, el Campeonato mundial en parejas de la NWA y el Campeonato mundial en parejas de la WWF. Fue incluido en el Salón de la Fama de WWE en 2004.

## Primeros años
Nacido en Seattle, Washington, Wisniski viajó por Texas en su adolescencia con su padre; Johnny Valentín. Durante unas vacaciones de verano, decidió abandonar la universidad y convertirse en luchador profesional. Su padre inicialmente intentó disuadirlo, pero finalmente cedió a sus deseos y lo envió a Canadá en 1970 para entrenar con Stu Hart en Calgary.

## Carrera

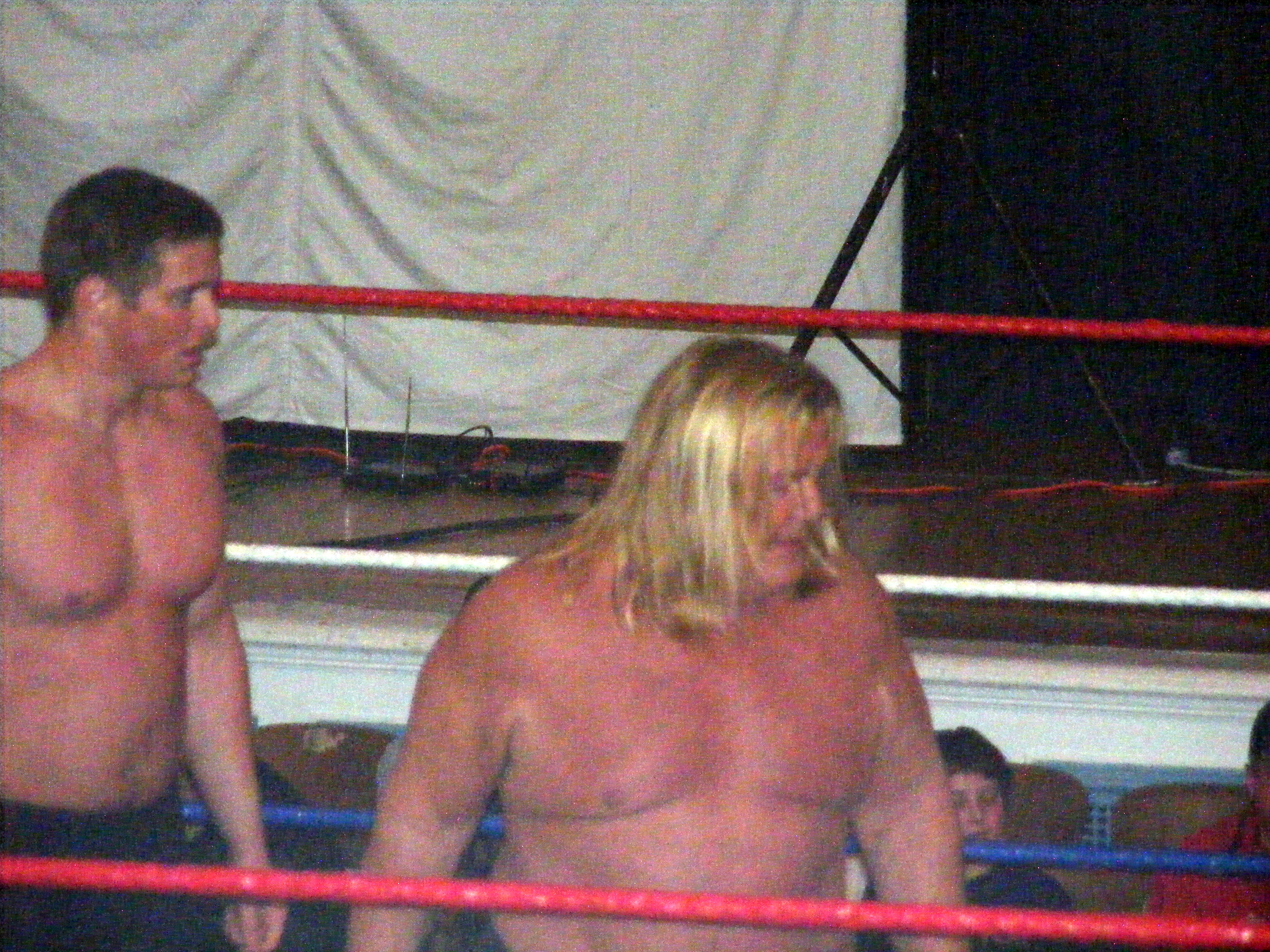
Fotografía de Greg Valentine y Reid Flair

### National Wrestling Alliance (1976-1978)
En agosto de 1976, Valentine debutó en Jim Crockett Jr. y en la Mid-Atlantic Championship Wrestling de George Scott, una filial de la National Wrestling Alliance con sede en las Carolinas y Virginias. Valentine fue contratado para reemplazar a su padre, que había sido obligado a retirarse después de que se rompió la espalda en un accidente aéreo en 1975. Inmediatamente comenzó un feudo con Johnny Weaver, quien se "retiró" con una top rope elbow drop.

### World Wide Wrestling Federation (1978-1981)
Valentine comenzó a trabajar de manera ocasional para la World Wide Wrestling Federation, entonces propiedad de Vincent J. McMahon, en noviembre de 1978. Dirigido por The Grand Wizard, se le dio el gimmick de un luchador metódica que quebraba las piernas de todos sus oponentes, entre ellos al Chief Jay Strongbow. En 1979, se enfrentó al Campeón Mundial Peso Pesado de la WWF, Bob Backlund y peleó con él una hora de combate terminando en un empate.

## Vida personal
Greg Valentine se casó con Julie el 14 de febrero de 1995. Tuvo dos hijas, Vanessa y Romaine, con su primera esposa, quien apareció una vez en WWF en 1984 para darle un masaje en la espalda a Valentine, lo que, según él, era el secreto de su éxito. Vanessa comenzó a entrenar con los Hart Brothers a finales de los años 1990. Vanessa murió de cáncer en 2014. 
Greg es un cristiano nacido de nuevo y ocasionalmente habla en escuelas secundarias y universidades con su excolega de profesión, Ted DiBiase. También es parte de la organización de lucha cristiana, World Impact Wrestling. Es cuñado del también luchador Brian Knobbs.

## Campeonatos y logros
- American Wrestling Association
  - AWA Midwest Tag Team Championship (1 vez) — con Jerry Miller[1]

- American Wrestling Federation
  - AWF Tag Team Championship (1 vez) — con Tommy Rich

- International World Class Championship Wrestling
  - IWCCW Heavyweight Championship (1 vez)[2]

- Maple Leaf Wrestling
  - NWA Canadian Heavyweight Championship (Toronto version) (1 vez)[3]

- Mid-Atlantic Championship Wrestling / World Championship Wrestling
  - NWA Mid-Atlantic Heavyweight Championship (2 veces)[4]
  - NWA Mid-Atlantic Tag Team Championship (1 vez) — con Ric Flair[5]
  - NWA Mid-Atlantic Television Championship (2 veces)[6]
  - NWA Television Championship (2 veces)[6]
  - NWA United States Heavyweight Championship (3 veces)1[7]
  - NWA World Tag Team Championship (Mid-Atlantic version) (4 veces) — con Baron Von Raschke (1), Ray Stevens (1), y Ric Flair (2)[8]
  - WCW United States Tag Team Championship (1 vez) — con Terry Taylor[9]

- National Wrestling Alliance
  - NWA North American Heavyweight Championship (1 time)[10]

- NWA Hollywood Wrestling
  - NWA Americas Heavyweight Championship (2 veces)[11]
  - NWA Beat the Champ Television Championship (2 veces)[12]

- North State Wrestling Alliance
  - NSWA Tag Team Champion (1 Time) con The Honky Tonk Man

- NWA Texas
  - NWA North American Heavyweight Championship (1 vez)[10]

- NWA Tri-State
  - NWA United States Tag Team Championship (Tri-State version) (2 veces) — con Bill Watts (1) y Gorgeous George, Jr. (1)[13]

- NWA Western States Sports
  - NWA Western States Tag Team Championship (1 vez) — con Don Fargo[14]

- National Wrestling Federation
  - NWF World Tag Team Championship (2 veces) — con Don Fargo[15]

- Pro Wrestling Illustrated
  - PWI Most Hated Wrestler of the Year (1975, 1979, 1983)
  - Situado en el N°119 en los PWI 500 de 2003[16]

- Pro Wrestling Ohio
  - PWO Tag Team Championship (1 vez) — con Jim Neidhart

- Pro Wrestling Revolution
  - PWR Heavyweight Championship (1 vez)[17]

- World Wrestling Council
  - WWC Caribbean Heavyweight Championship (1 vez)[18]
  - WWC Universal Heavyweight Championship (1 vez)[19]

- World Wrestling Federation / World Wrestling Entertainment
  - WWF Intercontinental Championship (1 vez)[20]
  - WWF Tag Team Championship (1 vez) — con Brutus Beefcake[21]
  - Salón de la Fama (2004)[22]